# Gérard Pinteau
 (août 2014).
Si vous disposez d'ouvrages ou d'articles de référence ou si vous connaissez des sites web de qualité traitant du thème abordé ici, merci de compléter l'article en donnant les références utiles à sa vérifiabilité et en les liant à la section « Notes et références ».
Gérard Pinteau est un acteur français né en 1954.

## Biographie
Remarqué pour son rôle récurrent de Maître Leclerc dans Cas de divorce, en 1991, il est sollicité par la production pour passer l'audition du rôle du père, pour le projet de série Le Miel et les Abeilles (Cas de Divorce et le Miel et les Abeilles étant produites toutes deux dans le cadre d'AB Productions). Il est engagé, et c'est ainsi qu'il connaît le succès à la télévision, en interprétant Antoine Garnier, papa de l'héroïne Lola, interprétée par Mallaury Nataf.
Acteur de théâtre, il a joué dans plus d'une vingtaine de pièces du répertoire classique ou contemporain, plus d'une trentaine de téléfilms (Les Tisserands du pouvoir, Les Hordes, La Maison vide, L'Affaire Salengro, entre autres) ou de séries (Louis la Brocante, Navarro, Docteur Sylvestre, entre autres).
Gérard Pinteau a créé deux entreprises (un cabinet de communication et une société d'aménagements extérieurs en bois exotique) qui occasionnèrent un retrait momentané du métier d'acteur .
Passionné de voile, de voyages et d'aviation, il possède son brevet de pilote.
Il travaille également à la réalisation d'une série-documentaire sur le thème du jardinage et reprend le chemin des tournages avec notamment les séries Les Petits Meurtres d'Agatha Christie , Commissaire Magellan, Capitaine Marleau.
En 2016 il est au générique du film "Happy End" du réalisateur autrichien Michael Haneke avec Jean-Louis Trintignant et Isabelle Huppert.
Gérard Pinteau est père de deux enfants et s'est installé dans le Nord de la France en partageant son temps entre ses activités de comédien et de consultant-formateur.

## Filmographie
- 1987 : Les Tisserands du pouvoir de Claude Fournier
- 1989 : Les Hordes de Jean Claude Missiae
- 1990 : Suite en noir de Jean Pierre Marchand
- 1991 : La Maison vide de Denis Granier Deferre
- 1991 : Internement arbitraire de Bernard Choquet
- 1991 : Cas de divorce de Gérard Espinasse
- 1992 : L'Affaire Salengro de Denys De La Patelliere
- 1992-1994 : Le Miel et les Abeilles série AB Productions
- 1993 : Famille fou rire série AB Productions
- 1994 : Fort Navarro (série) de Nicolas Ribowski
- 1995-1996 : L'un contre l'autre série AB Productions
- 1996 : Docteur Sylvestre de Philippe Roussel : Épisode Une retraite dorée
- 1997 : Louis La Brocante de Pierre Sisser
- 1999 : Rien à faire de Marion Vernoux
- 1999 : Bonjour Philippine de Olivier Langlois
- 2000 : La Dette de Fabrice Cazeneuve
- 2001 : Les Alizés de Stéphane Kurc
- 2003 : L'Insoumise de Claude D'Anna
- 2007 : Les Frileux de Jacques Fansten
- 2007 : La Chambre des morts de Alfred Lot
- 2008 : L'Affaire Salengro de Yves Boisset
- 2009 : La Maison du péril de Eric Woreth
- 2010 : Comme une mère de Harry Cleven
- 2012 : Jeux de glace de Eric Woreth
- 2012 : Le Manoir maudit de Étienne Dhaene
- 2014 : Jamais seuls de Virginie Sauveur
- 2014 : Juliet de Marc-Henry Boulier
- 2014 : Le Printemps de Bernard de Matthieu Bouchalski
- 2015 : Le Baron noir de Ziad Doueri
- 2016 : Les Témoins Saison 2 de Hervé Hadmar
- 2016 : Happy End de Michael Haneke
- 2017 : Chambre avec vue de Josée Dayan
- 2018 : Jeux d'influence de Jean-Xavier de Lestrade
- 2019 : Une belle histoire Marie Hélène Conti - Nadège Loiseau